# Дом Адзума
Дом Адзума — одно из первых и самых известных зданий японского архитектора Тадао Андо, расположенное в районе Сумиёси японского города Осаки.
Здание было закончено в 1976 году и имеет типичные черты архитектуры Андо, такие как основное использование открытого бетона в качестве строительного материала. В прямоугольном двухэтажном доме расположены четыре комнаты, соединённые двором. Из внутреннего двора лестница ведёт к пешеходному мосту, соединяющему две верхние комнаты. Всякий раз, когда вы меняете комнаты, вы должны пересечь внутренний двор, который открыт наверху. Кроме того, поражает обращённая к улице стена без окон. Единственные окна выходят во двор, становясь автоматически центром дома.
В 1979 году дом Адзума получил ежегодную награду от Архитектурного института Японии.